# Neubau (Gemeinden Hörsching, Traun)
Neubau ist ein Ort im Unteren Trauntal in Oberösterreich, und Ortschaft der Gemeinde Hörsching und der Stadtgemeinde Traun, im Bezirk Linz-Land.

## Geographie
Neubau liegt etwa 11½ Kilometer westsüdwestlich von Linz, an der Wiener Straße (B 1) zwischen Linz und Wels, 4 Kilometer westlich vom Stadtzentrum Traun und etwa 2 Kilometer nördlich des Flusses Traun, beim Ort Hörsching direkt südlich des Flughafens Linz, auf etwa 285 m ü. A. Höhe.
Der Ort umfasst etwa 250 Gebäude, mit um die 1200 Einwohnern, davon der überwiegende Teil im Hörschinger Gemeindegebiet, der Trauner Teil des direkten Orts Neubau umfasst nur um die 30 Adressen.
Neubau heißt auch die – einzige – Katastralgemeinde von Hörsching.
Zum Trauner Ortschaftsgebiet werden auch die Siedlung Aufeld südlich, schon an den heutigen Stadtteil Oedt angrenzend (und viel umfangreicher als die direkt in Neubau liegenden Ortslage), sowie das Gehöft Hollerbauer und einige weitere umliegende Ansiedlungen Richtung Traun gerechnet.
Nachbarortschaften und -ortslagen:
| Hörsching (Gem. Hörsching) | Hörsching-Fliegerhorst (Ortsch. u. Gem. Hörsching) | Lindenlach (Gem. Hörsching)                               |
| Haid (Gem. Hörsching)      | Kompassrose, die auf Nachbargemeinden zeigt        |                                                           |
| Öhndorf (Gem. Hörsching)   |                                                    | Aufeld (Ortsch. Neubau, Gem. Hörsching) Oedt (Gem. Traun) |

| vergrößern und Informationen zum Bild anzeigenSiedlungsraum zwischen Flughafen Linz, Traunfluss und Stadt Traun (Luftbild, nordost Richtung Linz/Traunabwärts) größere Siedlungseinheiten von links: am Flughafen Ort Hörsching; Fliegerhorstsiedlung/Neubau an der B1 (Bildmitte links); Aufeld/Oedt bis zu den Traunauen (Bildmitte rechts); Traunabwärts Stadtzentrum Traun (rechts oben); am anderen Traunufer Hasenufer (unten) und gegenüber Traun Haid (Gemeinde Ansfelden) |

## Geschichte und Infrastruktur

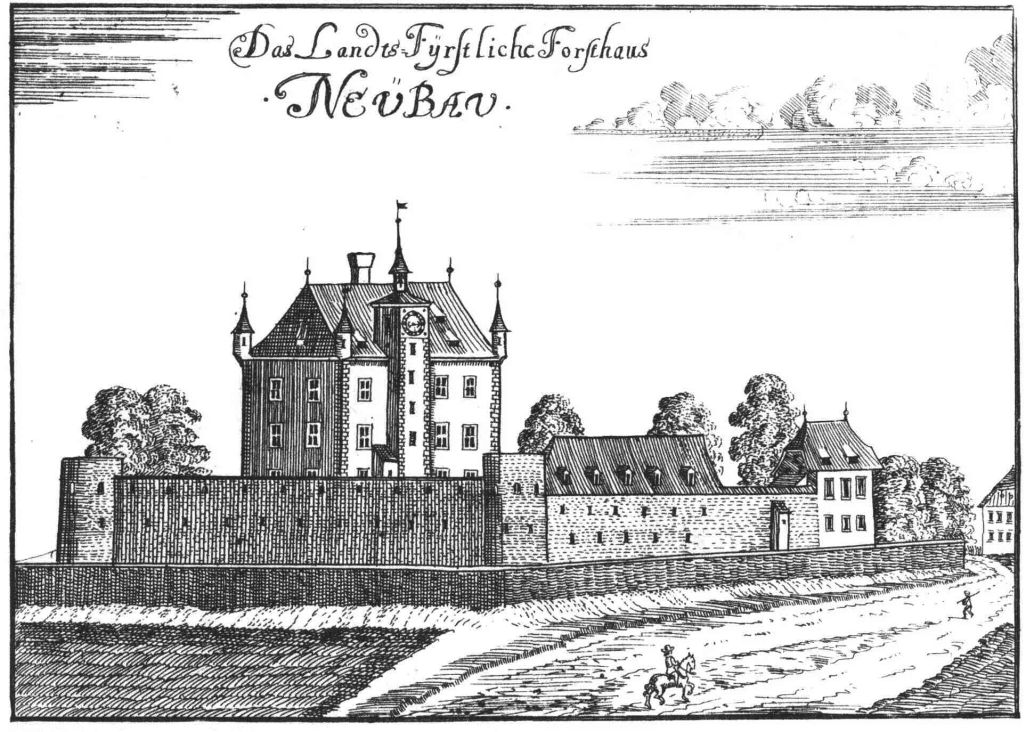
Schloss Sachsenburg/Neubau (Vischer, 1674)

Bei den Vorbereitungen zu den Bauarbeiten für die Umfahrung wurden archäologisch interessante Funde gemacht, eine jungsteinzeitliche Siedlung. Diese Latènesiedlung Neubau wurde 2012 unter Denkmalschutz gestellt.

Schon zu Römerzeiten führte an dieser Stelle eine Straße von Linz nach Wels.
Die Altsachsenburg, die vielleicht bei Rufling lag, ist nicht erhalten. 1518 ließ Kaiser Maximilian I. – unter Umständen aus dem Material der alten Burg – hier an der Traun ein Jagdschloss bauen, dem er den Namen Neusaxenburg, heute Neubau, gab. Die Sachsenburg wurde später vom Militär erworben und in ein Pulvermagazin umfunktioniert, zeitweise war sie landesfürstliches Forsthaus.
Zu Beginn des 19. Jahrhunderts wurde – obschon Hörsching die Urpfarre des Gebiets ist – die Steuergemeinde Neubau begründet. In den 1820ern gehörte Neubau zum Pfarrdistrikt Hörsching im Distriktskommissariat Traun, und der Pfarrort zur Gemeinde Neubau.
Erst mit der Schaffung der Ortsgemeinden 1848/49 bekam die – politische – Gemeinde den Namen „Hörsching“, in der Katastralgemeinde ist der ältere Name erhalten.
Die Erweiterungen im Trauner Gemeindegebiet, anfangs nur zerstreute Einzellagen, sind jung.

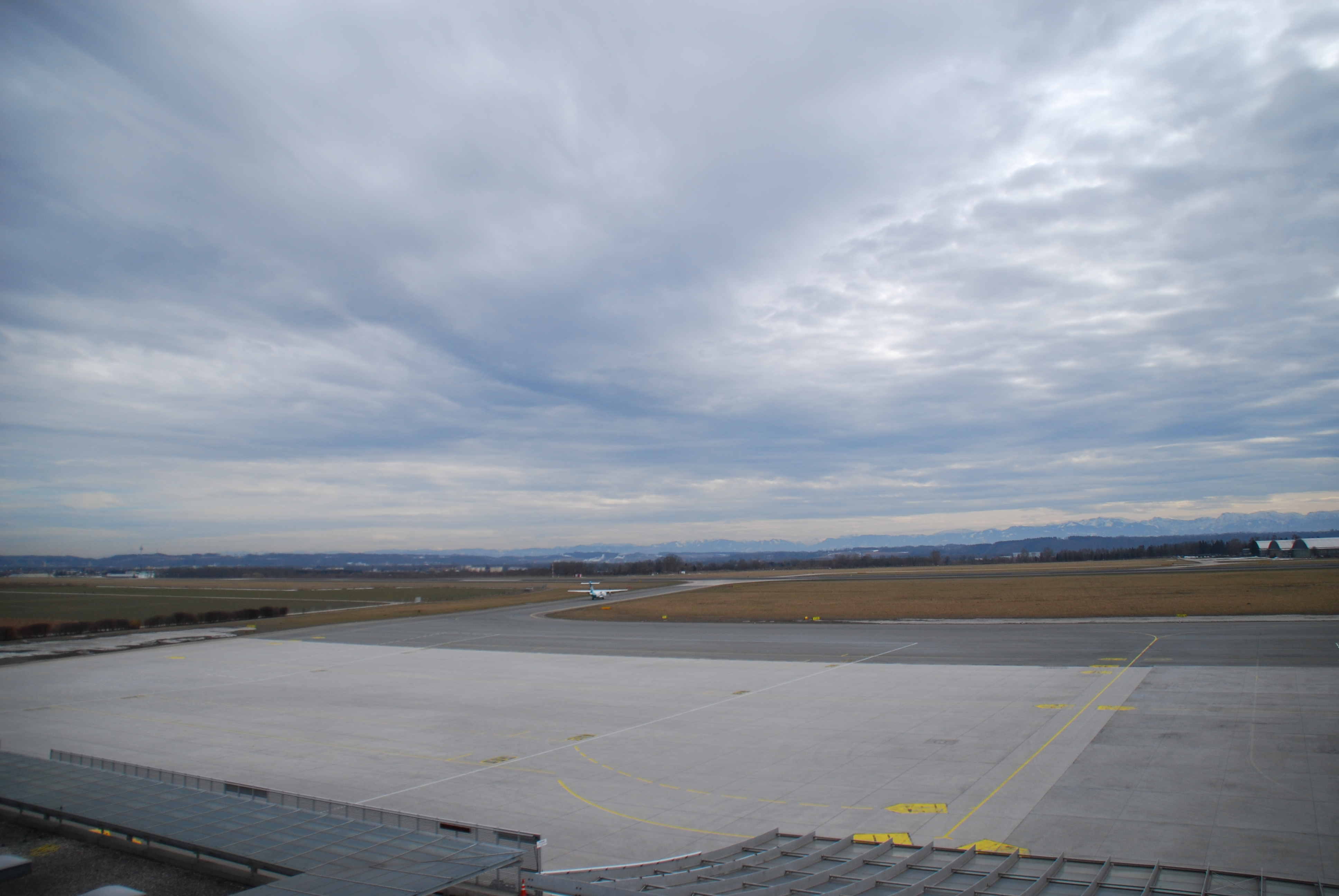
Blick von heutigen Terminal Richtung Süden, mit Alpenrand

Im Eröffnungsjahr 1835 der Pferdeeisenbahn Budweis–Linz–Gmunden wurde Neubau an diesen Bahnbereich angeschlossen (Umspannstation Neubau) Die Pferdebahn verkehrte hier auf der Chaussee der Wiener Reichsstraße.
Ab 1939 entstand hier der Flugplatz Linz, zuerst Militärflugfeld, an den 1950ern sukzessive ausgebaut. Zwischen Neubau und Flugfeld entstand die Vogler-Flieger-Kaserne, und die angeschlossene zivile Fliegerhorstsiedlung.
Ab den 1950ern entstanden auch südlich von Neubau, auf dem Aufeld (Brandmayr-Gründe, ehemaliges Leebengut), umfangreiche Neusiedlungen, sodass die Trauner Ortschaft zeitweise mehr Einwohner hatte als Neubau selbst. Der Hörschinger Teil entwickelt sich insbesondere seit den 2000ern wieder stark.
1966 wurde ein um das Jahr 1200 erzeugtes Schwert in einer Schottergrube gefunden.
Der Ort litt im Laufe des späteren 20. Jahrhunderts unter sehr starkem Durchgangsverkehr, eine Umfahrungsstraße mit teilweiser Untertunnelung war bereits Anfang der 1970er Jahre geplant, wurde jedoch erst 2008 bis 2010 fertiggestellt.
|    | Krld. Österr. o.d.Enns | Krld. Österr. o.d.Enns | Krld. Österr. o.d.Enns | Krld. Österr. o.d.Enns | Krld. Österr. o.d.Enns | Krld. Österr. o.d.Enns | Krld. Österr. o.d.Enns | Krld. Österr. o.d.Enns | Bld. Oberösterreich (Rep. Österr.) | Bld. Oberösterreich (Rep. Österr.) | Bld. Oberösterreich (Rep. Österr.) | Bld. Oberösterreich (Rep. Österr.) | Bld. Oberösterreich (Rep. Österr.) | Bld. Oberösterreich (Rep. Österr.) | Bld. Oberösterreich (Rep. Österr.) | Bld. Oberösterreich (Rep. Österr.) |
|    | (Mon. Österr.)         | (Kthm. Österr.)        |                        | (Österr.-Ugrn.)        | (Österr.-Ugrn.)        | (Österr.-Ugrn.)        | (Österr.-Ugrn.)        | (Österr.-Ugrn.)        | (1. Rep.)                          | (1. Rep.)                          | (2. Rep.)                          | (2. Rep.)                          | (2. Rep.)                          | (2. Rep.)                          | (2. Rep.)                          | (2. Rep.)                          |
|    | 1788                   | 1834 ∗                 |                        | 1869                   | 1880                   | 1890                   | 1900                   | 1910                   | 1923                               | 1934                               | 1951                               | 1961                               | 1971                               | 1981                               | 1991                               | 2001                               |
| EW | –                      | −                      | Hörsching              | 141                    | 169                    | 242                    | 247                    | 289                    | 250                                | 263                                | 349                                | 612                                | 615                                | 763                                | 818                                | 1068                               |
| G  | 16                     | 22                     | Hörsching              | 18                     | 19                     | 20                     | 21                     | 22                     | 22                                 | 23                                 | 32                                 | 70                                 | 93                                 | 130                                | 157                                | 203                                |
| EW | ∗                      | ∗                      | Traun                  | 37                     | 41                     | 57                     | 62                     | 53                     | 47                                 | 40                                 | 120                                | 806                                | 958                                | 939                                | 938                                | 857                                |
| G  | ∗                      | ∗                      | Traun                  | 6                      | 6                      | 6                      | 6                      | 6                      | 6                                  | 6                                  | 16                                 | 180                                | 209                                | 241                                | 247                                | 270                                |

∗ Zeitreihenwechsel; ab 1869 getrennt